# Càmera ENG
Les càmeres ENG (Electronic News Gathering) són també conegudes com les videocàmeres on porten un gravador incorporat que captura la imatge. Tant el senyal de vídeo com el de l'àudio, van directament al gravador, sense necessitat de cables. Aquestes càmeres no necessiten una CCU (Unitat de Control de Càmera) per poder operar. El mateix operador és el que té a la seva disposició tots els comandaments i és el responsable de la qualitat de la imatge: enquadrada, nivell de blancs, negres, ben enfocada, utilització dels filtres, etc.

## Característiques
- El seu pes pot variar de 2,5 kilograms fins a 9 kilograms (depenen del nombre de tubs de recollida dins de la càmera).
- S'utilitzen 3 CCD, un per cada color primari.
- Tenen lents intercanviables.
- Podem ajustar manualment o automàticament el balanç de blancs, l'enfocament i l'iris.
- L'objectiu està enfocat manualment, en canvi, el zoom i l'enfocament poden funcionar amb comandaments a distància.
- Té dues entrades d'àudio XLR. Connectors BNC per al vídeo i XLR per a l'àudio.
- El sistema de gravació és una variant del format Betacam o DVCPRO.
- Podem sincronitzar múltiples càmeres amb cable mitjançant el codi de temps.
- La càmera pot estar muntada en un trípode amb una base ràpida de treure, és a dir, que sigui senzill muntar-la i desmuntar-la.
- Els controladors que necessiten un accés ràpid es troben en els commutadors físics i no en el menú.
- Els controls de guany, balanç de blanc i negres, barres de color i començar a gravar estan situats en el mateix lloc de qualsevol càmera, independentment del fabricant sempre se situen en el mateix lloc.
- L'àudio s'ajusta manualment.
- Tenen bateria pròpia o sinó, poden funcionar a través de corrent AC mitjançant un adaptador.
- Aquestes càmeres es beneficiaran d'una comunicació viva i directa entre l'estudi principal i l'equip de càmera.

## Desenvolupament

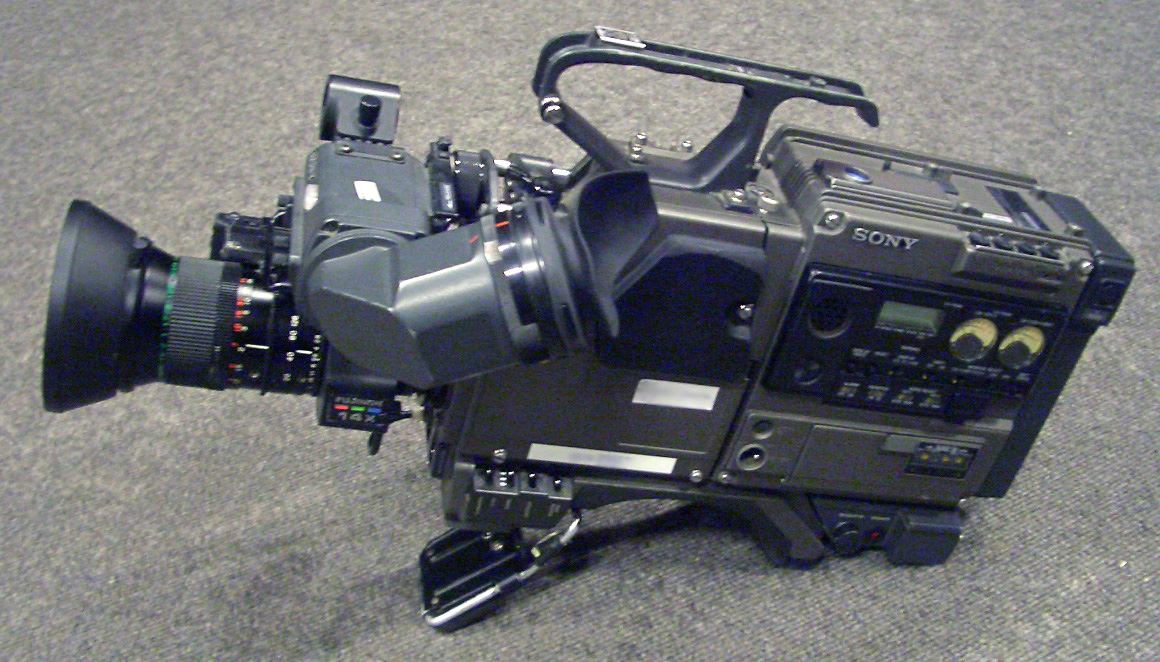
Càmera Betacam

El terme ENG, de bon començament era usat pel personal de redacció per a diferenciar els reporters (NG: News Gathering) que recollien les notícies de la televisió amb càmeres de pel·lícula tradicional i els nous equips (ENG: Electronic News Gathering) que recullen les notícies per la televisió amb format de cinta electrònica analògica.
Les càmeres ENG substitueixen el moviment de 16mm de pel·lícula cinematogràfica de notícies de televisió durant la dècada dels 70. Aquestes càmeres estan automatitzades i en ple funcionament instants després que s'encenguin. Pot ajustar-se a les situacions de producció extrema de manera fàcil i ràpida.
Antigament estaven compostes per la mateixa càmera i un magnetoscopi acoblat. En canvi, en l'actualitat són uns equips compactes, reduint molt el pes i augmentant considerablement la seva eficàcia.
Inicialment aquestes càmeres es van dissenyar per l'ús exclusiu de càmeres de notícies, però avui en dia, s'utilitzen com a càmeres de vídeo professional per qualsevol utilitat.
Tal com indiquen les seves inicials "recopilació de notícies electròniques" significa que aquestes càmeres s'utilitzen per gravacions que requereixen molta mobilitat i una emissió ràpida. Un clar exemple serien els informatius de televisió.
El mòdul transmissor de la càmera es pot fer molt compacte i de baix pes. L'equip receptor normalment s'instal·la en una camioneta o un edifici proper del lloc on s'opera amb la càmera. La distància entre l'equip receptor i la càmera depèn totalment de l'entorn. En la següent taula podem veure diferents figures sobre càmeres sense fils usades en un entorn urbà: 
| Modulació | Potència | Rang  |
| --------- | -------- | ----- |
| QPSK      | 1W       | 2 km  |
| 16 QAM    | 1W       | 1 km  |
| 64 QAM    | 1W       | 450 m |

## Exemples
- Als Estats Units hi ha 10 canals de vídeo ENG en cada àrea de comunicacions terrestres, amb una distribució freqüencial realitzada pels enginyers de radiodifusió.
- L'empresa Wysong és una de les indústries líders en el sistema ENG. Aquesta empresa s'especialitza en el disseny, fabricació, instal·lació i servei de l'estat de qualitat de la tècnica dels sistemes ENG.